# Mateuellus
Mateuellus is een geslacht van kevers uit de familie van de loopkevers (Carabidae). De wetenschappelijke naam van het geslacht is voor het eerst geldig gepubliceerd in 1990 door Deuve.

## Soorten
Het geslacht Mateuellus is monotypisch en omvat slechts de volgende soort:
- Mateuellus troglobioticus (Deuve, 1990)